# Trailer (Fernsehsendung)
Trailer war eine von 1975 bis 1994 ausgestrahlte Fernsehsendung des ORF, die aktuelle Kinofilme mit Filmausschnitten vorstellte. Die Sendung wurde vom Burgschauspieler Frank Hoffmann auf recht lockere, aber auch hoch informative Art moderiert. In 30 Minuten stellte Hoffmann jeweils etwa sechs Filme vor. Meist wurde auch eine Quizfrage zur Filmgeschichte gestellt.
Die Sendung war zwar niemals hoch kritisch, aber dennoch eine sehr gute Referenz für die Filmauswahl der damaligen Cineasten, insbesondere weil auch Spartenfilme und Werke, die nur mit Untertitel gezeigt wurden, besprochen wurden.
Titelmelodie war eine gekürzte Version von „Bird’s Lament (In Memory Of Charlie Parker)“, eines Musikstücks des Komponisten Moondog.